# Acronicta cerasi
Acronicta cerasi är en fjärilsart som beskrevs av Francis Gard Howarth 1949-1950. Acronicta cerasi ingår i släktet Acronicta och familjen nattflyn. Inga underarter finns listade i Catalogue of Life.